# Laris Gaiser
Laris Gaiser (Ptuj, 07 Junij 1977) je slovenski geopolitični analitik, menedžer in podjetniški svetovalec.
Doktor geopolitične ekonomije je diplomiral na Pravni Fakulteti v Veroni, specializiral na Anglia Polytechnic University v Veliki Britaniji in na Univerzi Združenih Narodov ter Magistriral v mednarodnih odnosih in diplomaciji na Inštitutu za mednarodne vede (ISPI) v Milanu.
Realpolitično usmerjen se v analizah sklicuje na državni interes, kot temelj zunanje politike in podpira demokracijo, kot sredstvo za ureditev mednarodnih odnosov sodobnega časa. Svetovalec vlad in različnih političnih organizacij je tudi predavatelj na University of Georgia v vlogi Fellow inštituta Globis, v Rimu na Universita Guglielmo Marconi in na Diplomatski Akademiji na Dunaju.
Od leta 2012 do leta 2014 je bil istočasno v.d. predsednika in podpredsednik za finančne zadeve Euro Sredozemske Univerze  – EMUNI v Portorožu. V istih letih je zasedal mesto svetovalca v strateškem svetu Ministra za zunanje zadeve Republike Slovenije.
Leta 2012 je nasledil prof. Bučarja na mesto predsednik Panervropskega Gibanja Slovenije. Januarja 2015 je bil izvoljen v Mednarodno Predsedstvo Panevropske unije s sedežem v Strasbourgu.
Kot kolumnist piše za različne medije: Delo, Mag, Štajerski Tednik, Planet Siol in italijanski finančni časopis Libero.
Na državnozborskih volitvah leta 2011 je kandidiral na listi SLS.
Bibliografija:
- Democrazia quale nuovo fondamento delle relazioni internazionali, in Democrazia Attiva (2006) ed. Carlo Pelanda, Milano, Franco Angeli 

- Vienna riscopre il proprio impero, in Limes Geopolitical review (2006), Roma 

- L'interesse Nazionale, in Interesse Nazionale:Metodologie di Valutazione (2005), ed. Carlo Jean, Milano, Franco Angeli 

- Geopolitika - Dinamika mednarodne politike v XXI. stoletju, Didakta, Radovljica (2010) 

- Laris Gaiser, Igor Kovac, From Bipolarity to Bipolarity: International Relations Repeating Again, in Journal of Global Policy and Governance,Giorgio Dominese (ed.) Laris Gaiser (co-ed.), vol.1, Springer, Germany, Dec. 2012 

- Laris Gaiser, Dejan Hribar, Euro-Mediterranean Region: Resurged Geopolitical Importance, in International Journal of Euro-Mediterranean Studies, Laris Gaiser (ed), Vol.5, Springer, Germany, December 2012 

- Giorgio Dominese (ed.), Laris Gaiser (co-ed.), Transition Studies Review, Vol.19, Springer, Germany, September 2012
- Foreword, in Panevropa - Pan Europe, ed.by Igor Kovač, SPG, Ljubljana, 2013
- La pallottola vagante, in LImes Geopolitical review, Roma, 2014
- Intelligence Economica, Aracne ed., Roma, 2014